# Драфт НБА 1959
Драфт НБА 1959 року відбувся 31 березня. 8 команд Національної баскетбольної асоціації (НБА) по черзі вибирали найкращих випускників коледжів. В кожному з раундів команди могли вибирати гравців у зворотньому порядку до свого співвідношення перемог до поразок у сезоні 1958–1959. Драфт складався з 14-ти раундів, на яких вибирали 85 гравців.

## Нотатки щодо виборів на драфті і кар'єр деяких гравців
Цинциннаті Роялз обрали під першим загальним номером Боба Бузера з Університету штату Канзас. Перед драфтом Філадельфія Ворріорз і Сент-Луїс Гокс обрали відповідно Вілта Чемберлейна і Боба Феррі як свій територіальний вибір. Хоча Чемберлейн грав за Університет Канзасу, поза межами території будь-якої команди НБА, але його вибрали Ворріорз як свій територіальний вибір, аргументуючи це тим, що він виріс у Філадельфії й грав за середню школу Овербрука у Філадельфії. НБА погодилася з цим, зробивши його першим гравцем, територіальний вибір якого ґрунтувався лише на доколеджевому корінні. У своєму першому сезоні Чемберлейн виграв звання новачка року і найціннішого гравця. Два гравці з цього драфту, Вілт Чемберлейн і Бейлі Гауелл, введені до Зали слави.

## Драфт

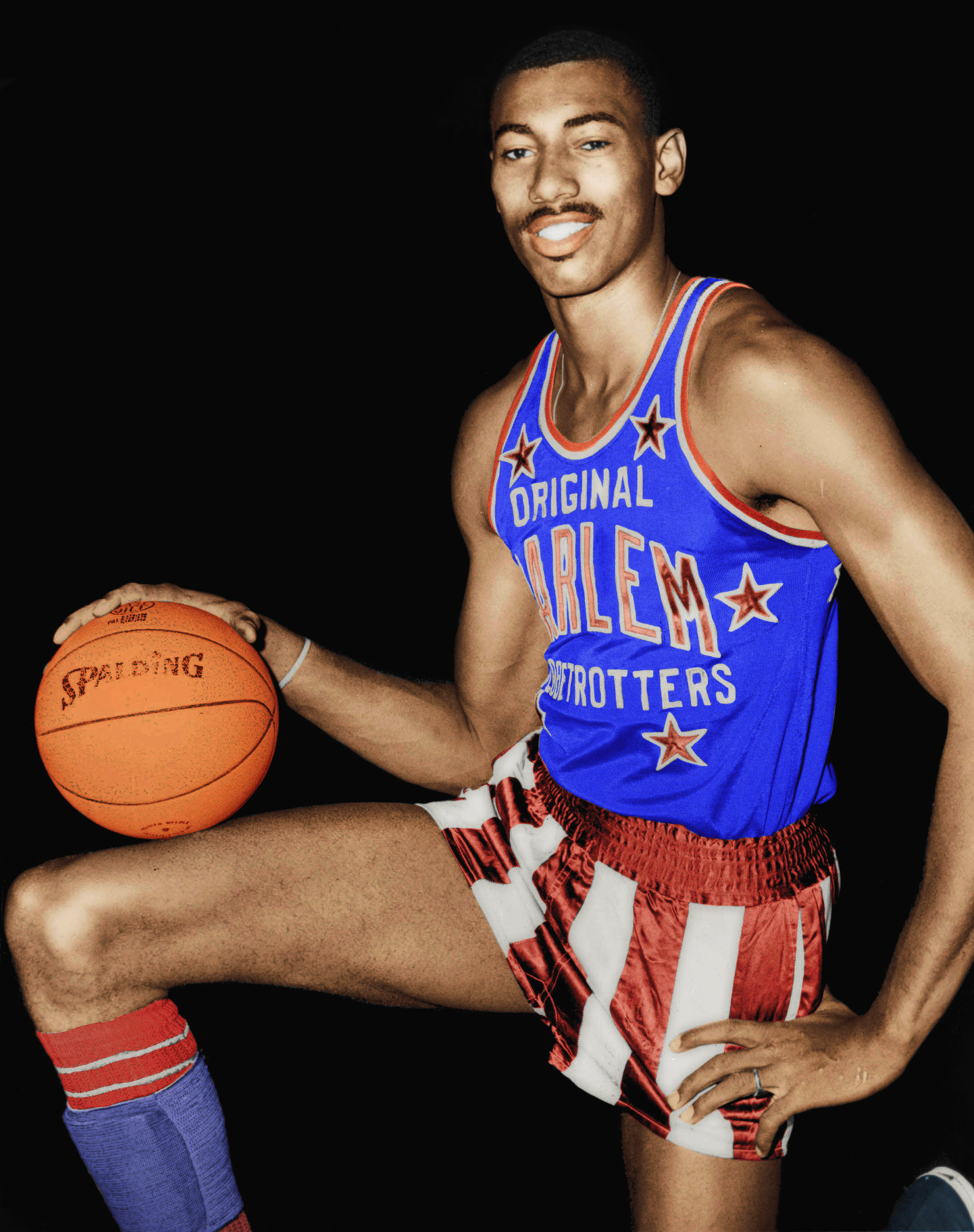
Філадельфія Ворріорз вибрала Вілта Чемберлейна як свій територіальний вибір.

| Поз.    | G        | F       | C         |
| Позиція | Захисник | Форвард | Центровий |

| ^ | Позначає гравців, обраних у Баскетбольну залу слави Нейсміта                     |
| + | Позначає гравців, які взяли участь принаймні в одній грі матчу всіх зірок НБА    |
| # | Позначає гравців, які жодного разу не грали в регулярному сезоні НБА або плей-оф |

| Раунд | Вибір | Гравець          | Позиція | Громадянство | Команда НБА                         | Коледж                |
| ----- | ----- | ---------------- | ------- | ------------ | ----------------------------------- | --------------------- |
| T     | –     | Вілт Чемберлейн^ | C       | США          | Філадельфія Ворріорз                | Канзас1[›]            |
| T     | –     | Боб Феррі        | F/C     | США          | Сент-Луїс Гокс                      | Сент-Луїс             |
| 1     | 1     | Боб Бузер+       | F       | США          | Цинциннаті Роялз                    | Канзас Стейт          |
| 1     | 2     | Бейлі Гауелл^    | F       | США          | Детройт Пістонс                     | Міссісіпі Стейт       |
| 1     | 3     | Том Гокінс       | F       | США          | Міннеаполіс Лейкерс                 | Нотр-Дам              |
| 1     | 4     | Дік Барнетт+     | G/F     | США          | Сірак'юс Нешиналз                   | Теннессі Стейт        |
| 1     | 5     | Джонні Грін+     | F/C     | США          | Нью-Йорк Нікс                       | Мічиган Стейт         |
| 1     | 6     | Джон Ріхтер      | F       | США          | Бостон Селтікс                      | НК Стейт              |
| 2     | 7     | Том Робітай#     | F/C     | США          | Детройт Пістонс (від Цинциннаті)[a] | Райс Оулз (баскетбол) |
| 2     | 8     | Дон Голдстейн#   | F       | США          | Детройт Пістонс                     | Луїсвілл              |
| 2     | 9     | Джо Руклік       | F/C     | США          | Філадельфія Ворріорз                | Нортвестерн           |
| 2     | 10    | Руді Ларуссо+    | F/C     | США          | Міннеаполіс Лейкерс                 | Дартмут               |
| 2     | 11    | Бампер Тормолен  | F/C     | США          | Сірак'юс Нешиналз                   | Теннессі              |
| 2     | 12    | Ел Сейден#       | G       | США          | Сент-Луїс Гокс (від Нью-Йорк)[b]    | Сент Джонс            |
| 2     | 13    | Кал Рамсі        | F       | США          | Сент-Луїс Гокс                      | НЙУ                   |
| 2     | 14    | Джін Гуарілія    | F       | США          | Бостон Селтікс                      | Джордж Вашингтон      |
| 3     | 15    | Майк Менденголл  | G       | США          | Цинциннаті Роялз                    | Цинциннаті            |
| 3     | 16    | Гарі Алкорн      | C       | США          | Детройт Пістонс                     | Фресно Стейт          |
| 3     | 17    | Джим Гокадей     | F       | США          | Філадельфія Ворріорз                | Мемфіс                |
| 3     | 18    | Боббі Сміт       | G       | США          | Міннеаполіс Лейкерс                 | Вест Вірджинія        |
| 3     | 19    | Джон Синсбокс    | F       | США          | Сірак'юс Нешиналз                   | Сірак'юс              |
| 3     | 20    | Боб Андерег      | G/F     | США          | Нью-Йорк Нікс                       | Мічиган Стейт         |
| 3     | 21    | Генк Стейн       | G       | США          | Сент-Луїс Гокс                      | Зав'єр                |
| 3     | 22    | Ральф Кротсвейт  | C       | США          | Бостон Селтікс                      | Західний Кентукі      |
| 4     | 23    | Ліо Берд         | G       | США          | Цинциннаті Роялз                    | Маршалл               |
| 4     | 24    | Джордж Лі        | G/F     | США          | Детройт Пістонс                     | Мічиган               |
| 4     | 25    | Рон Стівенсон    | F       | США          | Філадельфія Ворріорз                | ТКЮ                   |
| 4     | 26    | Вілсон Ейсон     | F       | США          | Міннеаполіс Лейкерс                 | Пердью                |
| 4     | 27    | Пол Ньюманн      | G       | США          | Сірак'юс Нешиналз                   | Стенфорд              |
| 4     | 28    | Джонні Кокс      | G       | США          | Нью-Йорк Нікс                       | Кентуккі              |
| 4     | 29    | Лі Гармен        | G       | США          | Сент-Луїс Гокс                      | Орегон Стейт          |
| 4     | 30    | Ед Казакавич     | F       | США          | Бостон Селтікс                      | Скрентон              |
| 5     | 31    | Гаррі Керчнер    | G/F     | США          | Детройт Пістонс                     | ТКЮ                   |
| 5     | 32    | Тоні Віндіс      | G       | США          | Детройт Пістонс                     | Вайомінг              |
| 5     | 37    | Нік Мантіс       | G       | США          | Сент-Луїс Гокс                      | Нортвестерн           |
| 8     | 56    | Дейв Гюнтер      | F       | США          | Філадельфія Ворріорз                | Айова                 |
| 8     | 59    | Віллі Мерівезер  | F       | США          | Сент-Луїс Гокс                      | Пердью                |
| 11    | 77    | Джон Барнгілл    | G       | США          | Сент-Луїс Гокс                      | Теннессі Стейт        |
| 14    | 83    | Джек Ісраел      | G/F     | США          | Нью-Йорк Нікс                       | Міссурі Стейт         |

## Обміни
- a  Перед драфтом Детройт Пістонс придбав Арчі Діса разом з драфт-піком Цинциннаті Роялз в другому раунді, які до цього вибрали Тома Робітая з Роялс в обмін на Філа Джордона.[5][6]
- b  Перед драфтом Сент-Луїс Гокс придбав драфт-пік Нью-Йорк Нікс у другому раунді, який до того вибрав Алана Сейдена від Нікс в обмін на Френка Селві.[7]

## Нотатки
^ 1: Вілт Чемберлейн грав за Університет Канзасу до травня 1958 року, коли він вирішив полишити коледж, щоб грати в професійний баскетбол. Однак, правила НБА не дозволяли гравцям з коледжів грати в лізі до того як їхній курс закінчить навчання, тож Чемберлейн не міг грати в сезоні 1958–1959. До драфту 1959 року він провів цілий сезон 1958–1959 граючи за Гарлем Глобтроттерс.